# Air Bashkortostan
L'Air Bashkortostan (precedentemente nota come BAL - Bashkiriya Airlines o Aeroflot-Ufa) è stata la compagnia aerea regionale della Baschiria, un soggetto federale della Russia, e il suo hub è l'aeroporto di Ufa.
Essa è nata dal fallimento della compagnia aerea russa BAL nel 2006, ed è stata gestita dal governo della repubblica della Baschiria, garantendo il proprio servizio grazie al prestito di velivoli Boeing appartenenti alla compagnia aerea privata russa VIM-Avia, che costituisce peraltro l'azionista di maggioranza della compagnia.

## Storia

### La Divisione dell'Aviazione Civile di Ufa
La Divisione dell'Aviazione Civile di Ufa nacque il 7 luglio 1933, quando il primo aereo della compagnia, un Polikarpov Po-2, effettuò un volo cargo per le consegne della posta.
Negli anni trenta del XX secolo gli aerei della compagnia aerea lavorarono principalmente per garantire trasporti di merci agricole, fertilizzazione dei campi e servizi di emergenza, come il trasporto di persone nell'ambito di operazioni di protezione civile. Nel 1939 furono effettuati più di 50 voli, con 984 passeggeri. Dalla nascita al 1940 la compagnia aerea aveva trasportato 12000 passeggeri, 500 tonnellate di posta aerea e 45 tonnellate di merci. Negli stessi anni, la società aveva operato la disinfestazione di 1090 km² di laghi e fiumi, contribuendo significativamente alla lotta contro la malaria.
Durante la seconda guerra mondiale 225 piloti e 20 meccanici della Divisione hanno partecipato ai combattimenti e hanno lavorato nell'ambito di trasporti aerei per l'evacuazione sanitaria e il rifornimento delle truppe. I primi anni del dopoguerra videro la caratterizzazione della compagnia al servizio passeggeri, con 2738 clienti nel 1946 e 3137 nel 1947.
Nel 1954 la compagnia poté utilizzare i primi Antonov An-2, e nel 1956 anche gli Yakovlev Yak-12. La sua flotta contava anche un elicottero, il Mil Mi-1. Dal 1958 la BAL ricevette alcuni Lisunov Li-2 e Ilyushin Il-14.
Il 21 dicembre 1962 fu aperto il nuovo aeroporto della città di Ufa, dotato di infrastrutture moderne. In quegli anni, la BAL si serviva di Antonov An-10, Lisunov Li-2, Tupolev Tu-124, Ilyushin Il-18 e Antonov An-24.
Dal 1967 la compagnia poté garantire una linea aerea senza scalo Ufa - Mosca, grazie ai Tupolev Tu-134. Dal 1974 con i Tupolev Tu-154 furono aperte le tratte da Ufa per Soči, Sinferopoli, Tbilisi, Charkiv, e Leningrado (oggi San Pietroburgo).

### La BAL
Nel 1991, in seguito alla dissoluzione dell'Unione Sovietica, la Divisione dell'Aviazione Civile di Ufa si trasformò nella compagnia aerea privata BAL - Bashkiriya Airlines, e dal 1993 venne identificata come compagnia di bandiera della Repubblica della Baschiria.
Di fatto la BAL si situava in termini societari come una divisione della Aerovolga, società con base nella città di Samara e a sua volta parte della holding che controllava Aeroflot.
Trovandosi finalmente libera dalle leggi sovietiche che la vincolavano a tratte interne, la compagnia poté costituire tratte internazionali, con collegamenti verso Turchia, Germania, Cina, Iran, Grecia, Pakistan ed Emirati Arabi Uniti. La BAL offriva anche servizi charter verso altre destinazioni in Asia Centrale, Europa Orientale e Africa del Nord.
La breve storia della compagnia fu costellata di piccoli episodi di disservizio, e divenne tristemente famosa per la mancanza di manutenzione e controllo dei propri vettori. Nel primo trimestre 2006 la licenza della società fu revocata dall'Agenzia Federativa per la Sicurezza dell'Aviazione (FTOA) in seguito alla segnalazione di un Tupolev Tu-154 che, in Iran, non aveva passato un'ispezione sullo stato del velivolo. Esso non rispettava i parametri stabiliti dalla FTOA stessa, e la compagnia dovette sospendere tutti i suoi voli, fallendo nel giro di poche settimane.

### L'incidente del 1º luglio 2002
Alle 21:35 (UTC) del 1º luglio 2002 il volo V9-2937 della BAL dall'Aeroporto di Mosca-Domodedovo all'Aeroporto internazionale di Barcellona (effettuato col Tu-154M identificato RA-85816) e il volo DHL 611 da Bergamo per Bruxelles (effettuato con un Boeing 757-200 identificato A9C-DHL) entrarono in collisione mentre sorvolavano la città tedesca di Überlingen.
L'impatto distrusse i due aerei e nell'incidente morirono 71 persone, di cui 52 sotto i 18 anni, compresi gli uomini e le donne di entrambi gli equipaggi.
In quasi due anni di indagine, il 19 maggio 2004 la Bundesstelle für Flugunfalluntersuchung (Ufficio Federale di Investigazione per gli Incidenti Aerei) ha stabilito che le cause della collisione sono state in gran parte dovute a un errore in fase di controllo aereo.
Il controllo del traffico aereo nella zona è infatti responsabilità di una società svizzera, la Skyguide, operante dall'aeroporto di Zurigo. Quella sera, il controllore di volo Peter Nielsen non ha potuto gestire nei termini di sicurezza le distanze tra gli aerei, impegnato com'era nel controllo di altri velivoli. Il suo lavoro, peraltro, era impedito dal malfunzionamento del radar dell'aeroporto, che era spesso spento per lavori di manutenzione.
Inoltre, i piloti non seguirono alla lettera le istruzioni che venivano loro fornite dall'avionica computerizzata dei loro stessi velivoli: trovandosi gli aerei sostanzialmente alla stessa quota e in rotta di collisione, il TCAS (il sistema che permette di evitare collisioni aeree a visibilità zero) del Tupolev richiese al pilota della BAL di salire di quota per evitare l'aereo DHL, che stava invece scendendo. La mancata osservazione delle istruzioni riportò gli aerei in rotta di collisione, una circostanza che non poté essere evitata dalla carente sorveglianza del controllore di volo.
Il 27 luglio 2006 il Tribunale di Costanza ha stabilito che la competenza del controllo del traffico aereo sul territorio tedesco, anche se a cavallo della frontiera, deve ricadere sugli organi di controllo tedeschi, e ha ordinato una riorganizzazione del sistema di guida, soprattutto per l'aviazione civile.
Il 7 agosto 2006 il Tribunale della città svizzera di Winterthur ha richiesto dai sei ai quindici mesi di reclusione per 8 dipendenti della SkyGuide, con l'accusa di omicidio per negligenza.

### Il presente della compagnia
Nell'aprile 2006 nacque la Air Bashkortostan, sulla base della fallita BAL Bashkiriya Airlines. La proprietà della società è per il 74% nelle mani del gruppo VIM-Avia, e per il 26% appartiene all'entità federale baschira. Dal 2006 ha riaperto la propria tratta verso l'aeroporto internazionale Domodedovo (DME) di Mosca, grazie a una flotta di 4 Boeing 757-200.
L'hub della compagnia è storicamente all'aeroporto di Ufa, dove viene garantita la completa manutenzione tecnica del parco viaggiante.
Nel 2011 gli aerei dell'Air Bashkortostan hanno trasportato 420 847 passeggeri effettuando 2 633 voli. La maggior parte dei voli di linea sono stati effettuati in code sharing e sulla rete della VIM-Avia. Inoltre, la compagnia aerea ha effettuato i voli charter per Egitto, Turchia, Grecia, Germania, Italia, Norvegia, Spagna dallo hub all'aeroporto di Ufa e dall'aeroporto di Mosca-Domodedovo. Nel 2011 la compagnia aerea ha preso in leasing operativo l'aereo Diamond DA42 per i servizi di monitoraggio e d'emergenza nella regione di Ufa.

## La flotta storica

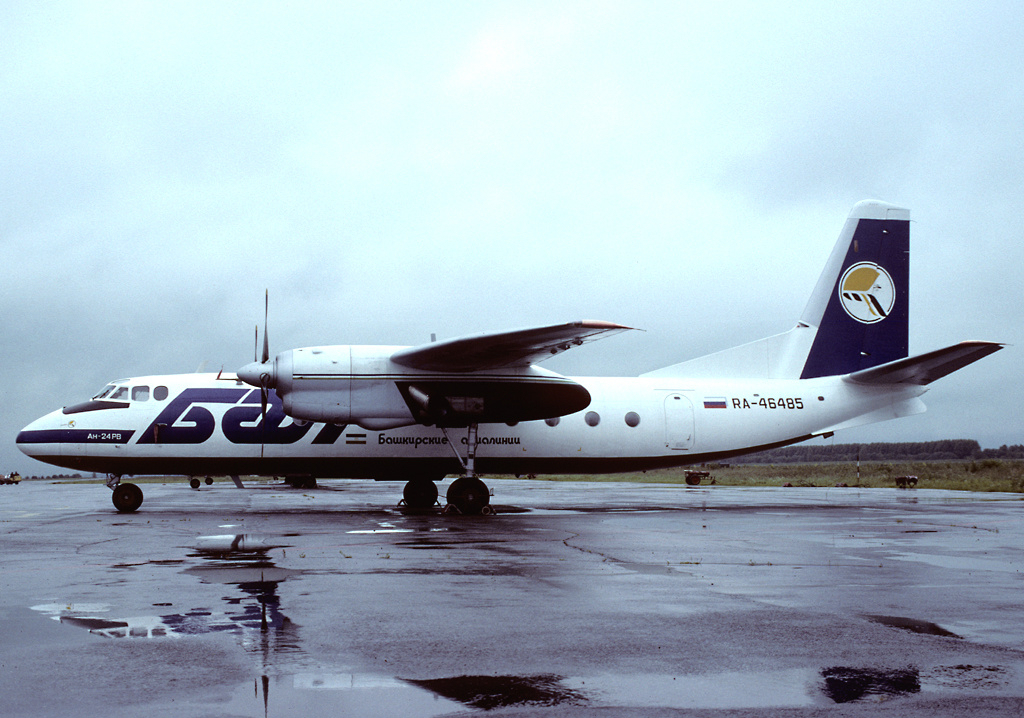
Un Antonov An-24 nella livrea storica della russa BAL Bashkirian Airlines.

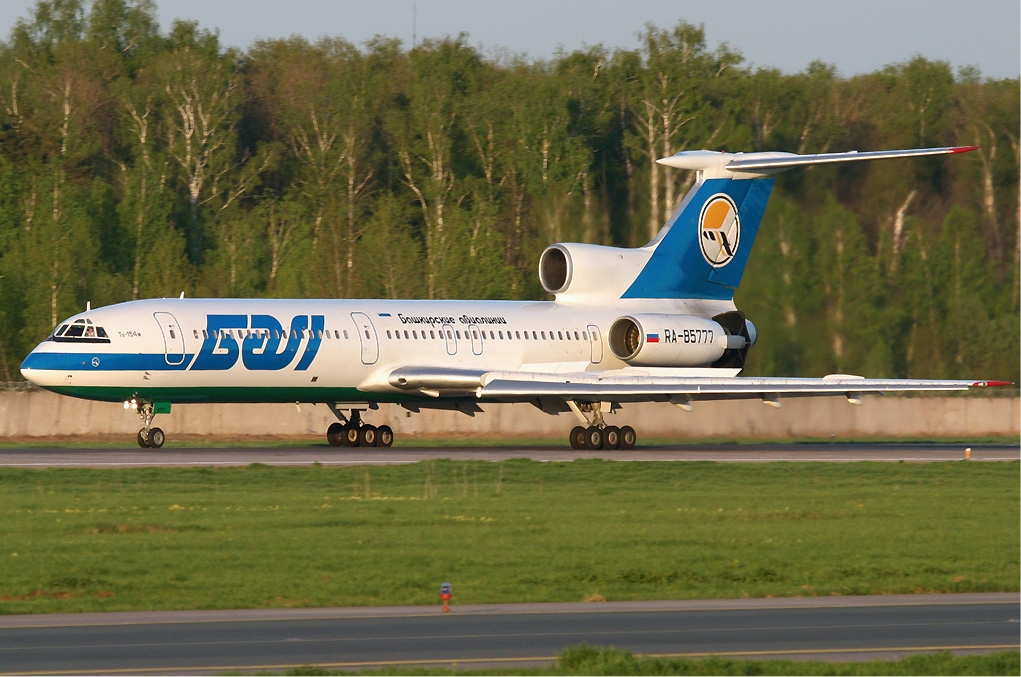
Un Tupolev Tu-154M nella livrea storica della russa BAL Bashkirian Airlines.

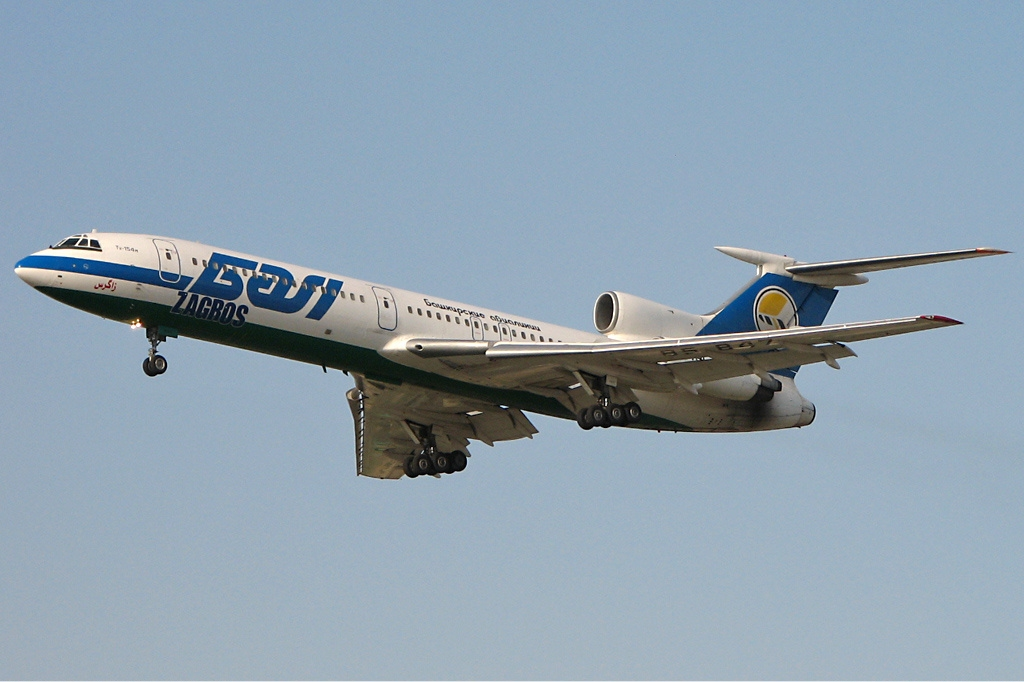
Un Tupolev Tu-154M nella livrea storica della russa BAL Bashkirian Airlines in leasing alla iraniana Zagros.

Aerei
- Farman 30
- Antonov An-2
- Yakovlev Yak-12
- Lisunov Li-2
- Ilyushin Il-14
- Antonov An-10
- Tupolev Tu-124
- Ilyushin Il-18
- Antonov An-74
- Antonov An-24
- Tupolev Tu-134
- Tupolev Tu-154

Elicotteri
- Mil Mi-1
- Mil Mi-34
- Kamov Ka-15
- Kamov Ka-18
- Mil Mi-4
- Kamov Ka-26

## Flotta
- 4 Boeing 757-200 [uscita dal servizio nel 2011]